# Stanisław Wawrzyńczyk
Stanisław Zbigniew Wawrzyńczyk (ur. 4 stycznia 1990 w Wejherowie) – polski siatkarz, grający na pozycji przyjmującego.
Jego żoną jest siatkarka Agata Oleksy.

## Życiorys
Pochodzący z Rumi zawodnik pierwsze siatkarskie kroki stawiał w zespole UKS Omega Gdynia, pod okiem trenera Edwarda Pawluna. W wieku 16 lat wraz z trenerem przeniósł się do drużyny GTS Stoczniowiec Gdańsk. W sezonie 2007/2008 wywalczył 7. miejsce w Młodzieżowych Mistrzostwach Polski Juniorów, będąc kluczowym zawodnikiem drużyny prowadzonej przez trenera Jacka Łapińskiego.
Po zakończeniu nauki w szkole średniej wyjechał do Francji.  Występował tam w zespole AL Caudry prowadzonym przez Zbigniewa Zielińskiego z którym wywalczył awans do francuskiej Nationale 2 (liga drugiego stopnia) oraz zajął 5. miejsce w Mistrzostwach Francji U-21. Po roku spędzonym na obczyźnie wrócił do Polski. W sezonie 2010/2011 występował w drużynie Lotosu Trefla Gdańsk z którym wywalczył awans do PlusLigi. Warto zauważyć, że w drużynie z Gdańska funkcję drugiego trenera pełnił wówczas Edward Pawlun.
W kolejnym roku zawodnik ponownie występował w I Lidze, tym razem w drużynie w drużynie MUKS Joker Piła. W sezonie 2012/2013 zawodnik przeniósł się do drużyny UMKS Kęczanin Kęty z którą zajął 8. miejsce w rozgrywkach I Ligi. Wysiłek zawodnika został doceniony przez kibiców którzy uznali go najlepszym zawodnikiem drużyny.
W sezonie 2013/2014 zawodnik przeniósł się do drużyny mistrza Austrii, SK Posojilnica Aich/Dob. Sezon zakończył zdobywając wicemistrzostwo Austrii oraz wicemistrzostwo Ligi Środkowoeuropejskiej (MEVZA). Zawodnik występował również w Lidze Mistrzów, gdzie wraz z drużyną sprawili nie lada niespodziankę wygrywając 3:2 z rosyjskim Lokomotivem Nowosybirsk. W sezonie 2014/2015 zawodnik kontynuuje karierę w austriackiej drużynie SK Posojilnica Aich/Dob.

## Siatkówka plażowa
Zawodnik występuje również w zawodach siatkówki plażowej zaliczanych do cyklu Mistrzostw Polski w siatkówce plażowej. W sezonie 2013/2014 w parze z Piotrem Ilewiczem wywalczył srebrny medal Akademickich Mistrzostw Polski. W finale rozgrywanym na plaży w gdańskim Brzeźnie ulegli jedynie reprezentantom Polski: Michałowi Makowskiemu i Sebastianowi Sobczakowi.

## Sukcesy klubowe
Mistrzostwo I ligi:
- 2011

MEVZA:
- 2014, 2015

Mistrzostwo Austrii:
- 2014, 2015

Akademickie Mistrzostwa Polski w siatkówce plażowej:
- 2014
- 2016, 2017

Mistrzostwo Słowacji:
- 2018

Mistrzostwo Rumunii:
- 2020

Mistrzostwo Szwajcarii:
- 2021